# Cupa Confederațiilor FIFA 2017 Grupa B
Grupa B al Cupei Confederațiilor FIFA 2017 va avea loc între 18 și 25 iunie 2017. Din grupă fac parte: Camerun, Chile, Australia, și Germania. Top două echipe vor avansa în semifinale.

## Echipele
| Poziția tragerei | Echipa    | Confederația | Metoda calificării                              | Data calificării | Apariții în finală | Ultima apariție | Cea mai bună performanță anterioară | Clasamentul FIFA | Clasamentul FIFA |
| Poziția tragerei | Echipa    | Confederația | Metoda calificării                              | Data calificării | Apariții în finală | Ultima apariție | Cea mai bună performanță anterioară | Noiembrie 2016   | Iunie 2017       |
| ---------------- | --------- | ------------ | ----------------------------------------------- | ---------------- | ------------------ | --------------- | ----------------------------------- | ---------------- | ---------------- |
| B1               | Camerun   | CAF          | Câștigătorii Cupa Africii pe Națiuni 2017       | 5 februarie 2017 | 3                  | 2003            | Locul doi (2003)                    | 65               | 32               |
| B2               | Chile     | CONMEBOL     | Câștigătorii Copa América 2015                  | 4 iulie 2015     | 1st                | —               | Debut                               | 4                | 4                |
| B3               | Australia | AFC          | Câștigătorii Cupa Asiei AFC 2015                | 31 ianuarie 2015 | 4                  | 2005            | Locul doi (1997)                    | 48               | 48               |
| B4               | Germania  | UEFA         | Câștigătorii Campionatul Mondial de Fotbal 2014 | 13 iulie 2014    | 3                  | 2005            | Third place (2005)                  | 3                | 3                |

Notes
1. ↑  The rankings of November 2016 were used for seeding for the final draw.

## Clasament
| Loc | Echipa    | MJ | V | E | Î | GM | GP | DG | Pct | Calificare              |
| --- | --------- | -- | - | - | - | -- | -- | -- | --- | ----------------------- |
| 1   | Germania  | 3  | 2 | 1 | 0 | 7  | 4  | +3 | 7   | Avanseaza în semifinale |
| 2   | Chile     | 3  | 1 | 2 | 0 | 4  | 2  | +2 | 5   | Avanseaza în semifinale |
| 3   | Australia | 3  | 0 | 2 | 1 | 4  | 5  | −1 | 2   |                         |
| 4   | Camerun   | 3  | 0 | 1 | 2 | 2  | 6  | −4 | 1   |                         |

## Meciurile

### Camerun vs Chile
| Camerun | 0–2    | Chile                  |
| ------- | ------ | ---------------------- |
|         | Report | Vidal 81' Vargas 90+2' |

| Camerun | Chile |

| GK         | 1  | Fabrice Ondoa              |  |     |
| RB         | 2  | Ernest Mabouka             |  |     |
| CB         | 5  | Michael Ngadeu-Ngadjui     |  |     |
| CB         | 4  | Adolphe Teikeu             |  |     |
| LB         | 19 | Collins Fai                |  |     |
| CM         | 15 | Sébastien Siani            |  | 86' |
| CM         | 3  | André-Frank Zambo Anguissa |  | 89' |
| CM         | 17 | Arnaud Djoum               |  |     |
| RF         | 13 | Christian Bassogog         |  |     |
| CF         | 10 | Vincent Aboubakar          |  |     |
| LF         | 8  | Benjamin Moukandjo (c)     |  |     |
| Schimbări: |    |                            |  |     |
| FW         | 7  | Moumi Ngamaleu             |  | 86' |
| MF         | 14 | Georges Mandjeck           |  | 89' |
| Manager:   |    |                            |  |     |
| Hugo Broos |    |                            |  |     |

| GK                 | 23 | Johnny Herrera        |     |     |
| RB                 | 4  | Mauricio Isla         |     |     |
| CB                 | 17 | Gary Medel (c)        |     |     |
| CB                 | 18 | Gonzalo Jara          | 66' |     |
| LB                 | 15 | Jean Beausejour       |     |     |
| CM                 | 8  | Arturo Vidal          |     |     |
| CM                 | 21 | Marcelo Díaz          |     |     |
| CM                 | 20 | Charles Aránguiz      |     | 71' |
| RF                 | 6  | José Pedro Fuenzalida |     | 64' |
| CF                 | 11 | Eduardo Vargas        |     |     |
| LF                 | 22 | Edson Puch            |     | 58' |
| Schimbări:         |    |                       |     |     |
| FW                 | 7  | Alexis Sánchez        |     | 58' |
| FW                 | 19 | Leonardo Valencia     |     | 64' |
| MF                 | 5  | Francisco Silva       |     | 71' |
| Manager:           |    |                       |     |     |
| Juan Antonio Pizzi |    |                       |     |     |

Omul Meciului:
Arturo Vidal (Chile)Arbitrii asistenți:
Jure Praprotnik (Slovenia)

Robert Vukan (Slovenia)

Al patrulea oficial:
Milorad Mažić (Serbia)

Arbitrii asistenți video:
Clément Turpin (Franța)

Milovan Ristić (Serbia)

Arbitrul asistent al arbitrului video:
Malang Diedhiou (Senegal)

### Australia vs Germania
| Australia           | 2–3    | Germania                                  |
| ------------------- | ------ | ----------------------------------------- |
| Rogic 41' Juric 56' | Report | Stindl 5' Draxler 44' (pen.) Goretzka 48' |

| Australia | Germania |

| GK               | 1  | Mathew Ryan       |     |     |
| CB               | 8  | Bailey Wright     |     |     |
| CB               | 20 | Trent Sainsbury   | 64' |     |
| CB               | 2  | Milos Degenek     |     |     |
| DM               | 5  | Mark Milligan (c) |     |     |
| DM               | 13 | Aaron Mooy        |     |     |
| RM               | 7  | Mathew Leckie     |     |     |
| LM               | 16 | Aziz Behich       |     |     |
| RF               | 21 | Massimo Luongo    |     | 46' |
| CF               | 9  | Tomi Juric        |     | 86' |
| LF               | 23 | Tom Rogic         |     | 71' |
| Schimbări:       |    |                   |     |     |
| FW               | 10 | Robbie Kruse      |     | 46' |
| FW               | 14 | James Troisi      |     | 71' |
| FW               | 4  | Tim Cahill        |     | 86' |
| Manager:         |    |                   |     |     |
| Ange Postecoglou |    |                   |     |     |

| GK          | 12 | Bernd Leno         |     |     |
| RB          | 18 | Joshua Kimmich     |     |     |
| CB          | 16 | Antonio Rüdiger    |     |     |
| CB          | 2  | Shkodran Mustafi   |     |     |
| LB          | 3  | Jonas Hector       |     |     |
| DM          | 21 | Sebastian Rudy     |     |     |
| RM          | 20 | Julian Brandt      |     | 63' |
| CM          | 13 | Lars Stindl        |     | 78' |
| CM          | 8  | Leon Goretzka      | 55' |     |
| LM          | 7  | Julian Draxler (c) |     |     |
| CF          | 9  | Sandro Wagner      |     | 57' |
| Schimbări:  |    |                    |     |     |
| FW          | 11 | Timo Werner        |     | 57' |
| DF          | 17 | Niklas Süle        |     | 63' |
| MF          | 14 | Emre Can           |     | 78' |
| Manager:    |    |                    |     |     |
| Joachim Löw |    |                    |     |     |

| Omul Meciului: Julian Draxler (Germania) Arbitrii asistenți: Joe Fletcher (Canada) Charles Justin Morgante (Statele Unite) Al patrulea oficial: Wilmar Roldán (Columbia) Arbitrii asistenți video: Ravshan Irmatov (Uzbekistan) Alexander Guzman (Columbia) Arbitrul asistent al arbitrului video: Artur Soares Dias (Portugalia) |

### Camerun vs Australia
| Camerun              | 1–1    | Australia           |
| -------------------- | ------ | ------------------- |
| Zambo Anguissa 45+1' | Report | Milligan 60' (pen.) |

| Camerun | Australia |

| GK         | 1  | Fabrice Ondoa              |       |     |
| RB         | 2  | Ernest Mabouka             | 90+1' |     |
| CB         | 5  | Michael Ngadeu-Ngadjui     |       |     |
| CB         | 4  | Adolphe Teikeu             |       |     |
| LB         | 19 | Collins Fai                |       |     |
| CM         | 15 | Sébastien Siani            | 87'   |     |
| CM         | 3  | André-Frank Zambo Anguissa |       |     |
| CM         | 17 | Arnaud Djoum               |       |     |
| RF         | 13 | Christian Bassogog         |       |     |
| CF         | 10 | Vincent Aboubakar          |       |     |
| LF         | 8  | Benjamin Moukandjo (c)     |       | 77' |
| Schimbări: |    |                            |       |     |
| FW         | 20 | Karl Toko Ekambi           |       | 77' |
| Manager:   |    |                            |       |     |
| Hugo Broos |    |                            |       |     |

| GK               | 1  | Mathew Ryan       |     |     |
| CB               | 8  | Bailey Wright     | 81' |     |
| CB               | 20 | Trent Sainsbury   |     |     |
| CB               | 2  | Milos Degenek     |     |     |
| RM               | 7  | Mathew Leckie     |     |     |
| CM               | 13 | Aaron Mooy        |     |     |
| CM               | 5  | Mark Milligan (c) |     |     |
| LM               | 3  | Alex Gersbach     |     |     |
| RW               | 23 | Tom Rogic         |     | 79' |
| LW               | 10 | Robbie Kruse      |     | 65' |
| CF               | 9  | Tomi Juric        |     | 70' |
| Schimbări:       |    |                   |     |     |
| FW               | 14 | James Troisi      |     | 65' |
| FW               | 4  | Tim Cahill        |     | 70' |
| MF               | 22 | Jackson Irvine    |     | 79' |
| Manager:         |    |                   |     |     |
| Ange Postecoglou |    |                   |     |     |

| Omul Meciului: André-Frank Zambo Anguissa (Camerun) Arbitrii asistenți: Milovan Ristić (Serbia) Dalibor Đurđević (Serbia) Al patrulea oficial: Néstor Pitana (Argentina) Arbitrii asistenți video: Jair Marrufo (Statele Unite) Hernán Maidana (Argentina) Arbitrul asistent al arbitrului video: Enrique Cáceres (Paraguay) |

### Germania vs Chile
| Germania   | 1–1    | Chile      |
| ---------- | ------ | ---------- |
| Stindl 41' | Report | Sánchez 6' |

| Germania | Chile |

| GK          | 22 | Marc-André ter Stegen |     |
| CB          | 4  | Matthias Ginter       |     |
| CB          | 2  | Shkodran Mustafi      |     |
| CB          | 17 | Niklas Süle           |     |
| RM          | 18 | Joshua Kimmich        |     |
| CM          | 14 | Emre Can              |     |
| CM          | 21 | Sebastian Rudy        | 60' |
| LM          | 3  | Jonas Hector          |     |
| RW          | 8  | Leon Goretzka         |     |
| LW          | 7  | Julian Draxler (c)    |     |
| CF          | 13 | Lars Stindl           | 20' |
| Manager:    |    |                       |     |
| Joachim Löw |    |                       |     |

| GK                 | 23 | Johnny Herrera   |     |     |
| RB                 | 4  | Mauricio Isla    |     |     |
| CB                 | 17 | Gary Medel (c)   |     | 71' |
| CB                 | 18 | Gonzalo Jara     |     |     |
| LB                 | 15 | Jean Beausejour  | 80' |     |
| DM                 | 21 | Marcelo Díaz     |     |     |
| CM                 | 20 | Charles Aránguiz |     | 90' |
| CM                 | 10 | Pablo Hernández  |     |     |
| AM                 | 8  | Arturo Vidal     |     |     |
| CF                 | 11 | Eduardo Vargas   |     | 82' |
| CF                 | 7  | Alexis Sánchez   | 64' |     |
| Schimbări:         |    |                  |     |     |
| DF                 | 13 | Paulo Díaz       |     | 71' |
| FW                 | 16 | Martín Rodríguez |     | 82' |
| MF                 | 5  | Francisco Silva  |     | 90' |
| Manager:           |    |                  |     |     |
| Juan Antonio Pizzi |    |                  |     |     |

| Omul Meciului: Alexis Sánchez (Chile) Arbitrii asistenți: Reza Sokhandan (Iran) Mohammadreza Mansouri (Iran) Al patrulea oficial: Mark Geiger (Statele Unite) Arbitrii asistenți video: Artur Soares Dias (Portugalia) Joe Fletcher (Canada) Arbitrul asistent al arbitrului video: Ravshan Irmatov (Uzbekistan) |

### Germania vs Camerun
| Germania                     | 3–1    | Camerun       |
| ---------------------------- | ------ | ------------- |
| Demirbay 48' Werner 66', 81' | Report | Aboubakar 78' |

| Germania | Camerun |

| GK          | 22 | Marc-André ter Stegen |       |     |
| CB          | 4  | Matthias Ginter       |       |     |
| CB          | 16 | Antonio Rüdiger       |       |     |
| CB          | 17 | Niklas Süle           |       |     |
| RM          | 18 | Joshua Kimmich        |       |     |
| CM          | 14 | Emre Can              |       |     |
| CM          | 21 | Sebastian Rudy        |       | 74' |
| LM          | 5  | Marvin Plattenhardt   | 90+2' |     |
| RW          | 10 | Kerem Demirbay        |       | 77' |
| LW          | 7  | Julian Draxler (c)    |       | 80' |
| CF          | 11 | Timo Werner           |       |     |
| Schimbări:  |    |                       |       |     |
| DF          | 6  | Benjamin Henrichs     |       | 74' |
| MF          | 20 | Julian Brandt         |       | 77' |
| MF          | 15 | Amin Younes           |       | 80' |
| Manager:    |    |                       |       |     |
| Joachim Löw |    |                       |       |     |

| GK         | 1  | Fabrice Ondoa              |     |     |
| RB         | 2  | Ernest Mabouka             | 64' |     |
| CB         | 5  | Michael Ngadeu-Ngadjui     |     |     |
| CB         | 4  | Adolphe Teikeu             |     |     |
| LB         | 19 | Collins Fai                |     |     |
| CM         | 15 | Sébastien Siani            |     |     |
| CM         | 3  | André-Frank Zambo Anguissa |     |     |
| CM         | 17 | Arnaud Djoum               |     | 58' |
| RF         | 13 | Christian Bassogog         |     | 82' |
| CF         | 10 | Vincent Aboubakar          |     |     |
| LF         | 8  | Benjamin Moukandjo (c)     |     | 70' |
| Schimbări: |    |                            |     |     |
| FW         | 7  | Moumi Ngamaleu             |     | 58' |
| DF         | 12 | Jérôme Guihoata            |     | 70' |
| FW         | 20 | Karl Toko Ekambi           |     | 82' |
| Manager:   |    |                            |     |     |
| Hugo Broos |    |                            |     |     |

| Omul Meciului: Timo Werner (Germania) Arbitrii asistenți: Alexander Guzman (Columbia) Cristian De La Cruz (Columbia) Al patrulea oficial: Néstor Pitana (Argentina) Arbitrii asistenți video: Artur Soares Dias (Portugalia) Hernán Maidana (Argentina) Arbitrul asistent al arbitrului video: Enrique Cáceres (Paraguay) |

### Chile vs Australia
| Chile         | 1–1    | Australia  |
| ------------- | ------ | ---------- |
| Rodríguez 67' | Report | Troisi 42' |

| Chile | Australia |

| GK                 | 1  | Claudio Bravo (c)     |     |     |
| RB                 | 4  | Mauricio Isla         |     |     |
| CB                 | 13 | Paulo Díaz            |     |     |
| CB                 | 18 | Gonzalo Jara          |     |     |
| LB                 | 2  | Eugenio Mena          |     |     |
| CM                 | 8  | Arturo Vidal          | 57' |     |
| CM                 | 5  | Francisco Silva       |     |     |
| CM                 | 20 | Charles Aránguiz      |     | 46' |
| RF                 | 6  | José Pedro Fuenzalida |     | 46' |
| CF                 | 11 | Eduardo Vargas        |     | 82' |
| LF                 | 7  | Alexis Sánchez        |     |     |
| Schimbări:         |    |                       |     |     |
| MF                 | 10 | Pablo Hernández       | 75' | 46' |
| FW                 | 16 | Martín Rodríguez      |     | 46' |
| MF                 | 21 | Marcelo Díaz          |     | 82' |
| Manager:           |    |                       |     |     |
| Juan Antonio Pizzi |    |                       |     |     |

| GK               | 1  | Mathew Ryan     |       |     |
| CB               | 19 | Ryan McGowan    |       |     |
| CB               | 20 | Trent Sainsbury |       | 72' |
| CB               | 5  | Mark Milligan   |       |     |
| RM               | 10 | Robbie Kruse    |       |     |
| CM               | 22 | Jackson Irvine  |       |     |
| CM               | 21 | Massimo Luongo  | 21'   |     |
| LM               | 16 | Aziz Behich     | 45+1' |     |
| RF               | 4  | Tim Cahill (c)  | 33'   | 57' |
| CF               | 9  | Tomi Juric      |       | 62' |
| LF               | 14 | James Troisi    | 31'   |     |
| Schimbări:       |    |                 |       |     |
| FW               | 7  | Mathew Leckie   |       | 57' |
| FW               | 11 | Jamie Maclaren  |       | 62' |
| DF               | 8  | Bailey Wright   |       | 72' |
| Manager:         |    |                 |       |     |
| Ange Postecoglou |    |                 |       |     |

| Man of the Match: James Troisi (Australia) Arbitrii asistenți: Elenito Di Liberatore (Italia) Mauro Tonolini (Italia) Al patrulea oficial: Milorad Mažić (Serbia) Arbitrii asistenți video:' Ovidiu Hațegan (România) Milovan Ristić (Serbia) Arbitrul asistent al arbitrului video: Clément Turpin (Franța) |

## Lincuri externe
- Site oficial
- Documente Oficiale și Documentele meciurilor Arhivat în 4 iulie 2017, la Wayback Machine.